# Chaetodon andamanensis
Chaetodon andamanensis är en fiskart som beskrevs av Kuiter och Debelius, 1999. Chaetodon andamanensis ingår i släktet Chaetodon och familjen Chaetodontidae. IUCN kategoriserar arten globalt som otillräckligt studerad. Inga underarter finns listade i Catalogue of Life.